# 墨文川
墨文川（1939年9月—），男，汉族，河北安国人，中华人民共和国学者、政治人物，山东大学教授，山东省人大常委会原副主任。第八届全国政协委员，第九、十届全国政协常委。
2002年12月，中国民主建国会第八次全国代表大会在北京召开，并选举产生第八届中央委员会，他当选常务委员。